# Celedonio Ascacíbar
Celedonio Ascacíbar y de Villota (Santiago de Chile, 1810 - Barcelona, 1 de enero de 1874) era un comerciante originario de Chile que se instaló en Barcelona.
Hijo de Santiago de Ascacíbar y Murube (nacido en La Rioja) y de Ignacia de Villota y Pérez-Cotagros (nacida en Santiago de Chile). Invirtió en varias empresas, en algunas de las cuales fue gerente o miembro de la junta de gobierno. Cabe destacar: el Banco de Barcelona, la Compañía General de Crédito, El Comercio, La Maquinista Terrestre y Marítima, las empresas Güell, y Ramis y Cía. En el Ateneu Barcelonès Ascacíbar fue vicepresidente de la sección de industria.
Murió soltero a la edad de 63 años en Barcelona en la calle Bergara, 16. Está enterrado en el cementerio de Poble Nou.